# Agnieszka Przemyślidka (zm. 1228)
Agnieszka Przemyślidka (zm. 7 czerwca 1228) – księżniczka czeska, ksieni klasztoru św. Jerzego na Hradczanach.
Agnieszka była najstarszą córką księcia Władysława II i jego pierwszej żony Gertrudy.
W młodości została oddana na wychowanie do klasztoru w Doksanach. W 1200 na życzenie przyrodniego brata Przemysła Ottokara I została ksieni klasztoru św. Jerzego na Hradczanach. Za jej rządów nastąpiła przebudowa klasztoru i zostały do niego przeniesione szczątki zamordowanych w 995 braci świętego Wojciecha